# Frauenfeld (stad)
Frauenfeld is de hoofdstad van het Zwitsers kanton Thurgau en het gelijknamige district van het kanton.
De gemeente heeft ca. 25.000 inwoners (2017).
De partnerstad van Frauenfeld is Kufstein uit Oostenrijk.
In 1246 werd de stad de eerste keer in de literatuur genoemd.
Bezienswaardigheden zijn, onder andere, het slot Frauenfeld uit 1227, de rooms-katholieke kerk, het raadhuis en de oude stad.

## Geboren
- Aline Kern-Freyenmuth (1809-1890), maatschappelijk werkster
- Johann Karl Kappeler (1816-1888), jurist, politicus en bestuurder
- Julius Maggi (1846-1912), ondernemer en oprichter van het Maggi-concern
- Otto Stoll (1849-1922), arts, taalkundige, etnoloog en geograaf
- Alfred Ilg (1854-1916), Zwitsers ingenieur, raadgever van de keizer van Ethiopië en Ethiopisch minister van Buitenlandse Zaken
- Albert Büchi (1864-1930), historicus
- Martha Haffter (1873-1951), kunstschilderes
- Walter Rudolf Hess (1881-1973), fysioloog en Nobelprijswinnaar (1949)
- Rolf Bernhard (1949), atleet
- Jakob Stark (1958), politicus
- Corinne Hofmann (1960), zakenvrouw en schrijfster
- Pascal Zuberbühler (1971), voetballer
- Patrick Heuscher (1976), beachvolleyballer
- Reto Hollenstein (1985), wielrenner
- Christian Oberbichler (1992), schaatser

## Overleden
- Martha Haffter (1873-1951), kunstschilderes
- Ludomila Scheiwiler-von Schreyder (1888-1980), feministe en suffragette